# Fabián Alberto O'Neill Domínguez
Fabián Alberto O'Neill Domínguez   (Paso de los Toros, 14 d'octubre de 1973 - Montevideo, 25 de desembre de 2022) va ser un futbolista internacional uruguaià.

## Biografia
O'Neill fou el més gran dels cinc fills de Luis Alberto O'Neill i de Mercedes Domínguez. Va ser el rebesnet de Michael O'Neill, un immigrant irlandès procedent del Comtat de Cork que va arribar a l'Uruguai el 1837.

## Trajectòria

### Clubs
O'Neill va començar la seva etapa professional al Club Nacional de Football de Montevideo, jugant en aquest club entre els anys 1992 i 1995. El 1996 es va traslladar a Itàlia per jugar al club Cagliari Calcio de la primera divisió. El club va baixar a la B el 1997 però va tornar a pujar a l'A el 1998. Després d'un nou descens el 2000, O'Neill va signar contracte amb la Juventus FC. El gener de 2002 va canviar de lloc amb Davide Baiocco, per la qual cosa va començar a jugar a l'AC Perugia.
Ja retirat, O'Neill va tornar a l'Uruguai amb la fi de dedicar temps a la ramaderia. No obstant això, va jugar 5 partits més amb el Nacional de Montevideo. Actualment entrena equips de futbol uruguaians semiprofessionals.

### Internacional
O'Neill va jugar 19 partits amb la selecció de futbol de l'Uruguai. El seu primer partit amb la selecció nacional va tenir lloc el juny de 1993 contra els Estats Units durant la Copa Amèrica de futbol. El seu darrer partit amb la Celeste va ser el maig de 2002 contra Xina a Shenyang. També va formar part de l'equip uruguaià que va jugar a la Copa del Món de futbol de 2002 però no hi va ser titular.